# Laicità in Francia

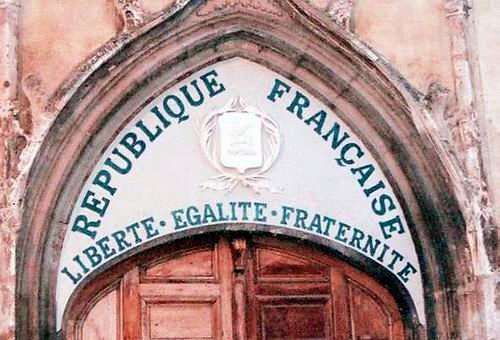

La laicità è iscritta nell'articolo 1 della Costituzione francese del 1958. La legge di separazione tra Stato e Chiese fu adottata il 9 dicembre 1905. Poiché l'Alsazia e la Mosella non erano francesi all'epoca della promulgazione della legge, oggi hanno ancora uno status speciale, una sorta di ultima eredità del concordato: vescovi, sacerdoti, rabbini e pastori sono sempre trattati come dipendenti pubblici e la manutenzione degli edifici è pagata dallo Stato. Anche l'educazione religiosa nelle scuole pubbliche è preservata. La validità di questa eccezione venne confermata nel febbraio del 2013 dal Consiglio costituzionale.